# Dallas (U-Boot)
Die USS Dallas (SSN-700) war ein Atom-U-Boot der United States Navy und gehörte der Los-Angeles-Klasse an.

## Geschichte
Die Dallas wurde im Oktober 1976 bei Electric Boat auf Kiel gelegt, der Stapellauf erfolgte am 28. April 1979, sie wurde von Mrs. William P. Clements, Jr. auf den Namen der texanischen Stadt Dallas getauft. Die Indienststellung bei der US Navy fand am 18. Juli 1981 statt.
Am 27. August 1981 lief die Dallas beim Einlaufen ins Atlantic Underwater Test and Evaluation Center auf Andros Island, Bahamas auf Grund und beschädigte sich dabei das Ruder. Das Schiff konnte sich selbst befreien und kehrte an der Oberfläche nach New London zurück, wo die Schäden behoben werden konnten. 1988 wurde das Schiff im Rahmen einer Depot Modernization Period in der Portsmouth Naval Shipyard überholt, später wurde die Dallas mit einem Dry Deck Shelter ausgerüstet. In dieser hinter dem Turm angebrachten Druckkammer können Taucher das U-Boot in getauchtem Zustand problemlos verlassen und wieder betreten, was die Dallas für die Ausführung von verdeckten Operationen befähigt.
2000 trug die Dallas zusammen mit der Mystic, ein Rettungsunterseeboot, zu Übungen vor der türkischen Küste bei. 2008 wurde die Dallas für sechs Monate in den Indischen Ozean verlegt.

## Auszeichnungen
Die Dallas erhielt für ihre Leistungen zwei Meritorious Unit Commendations, zwei Navy Unit Commendations und das Battle E für Effizienz in den Jahren 1986, 1991, 1992, 1993, 1999 und 2000.

## Dallas in Film und Buch
In Tom Clancys Roman Jagd auf Roter Oktober spielt die USS Dallas ebenso wie im gleichnamigen Film eine wichtige Rolle. Allerdings wurden die Dreharbeiten mit der USS Houston durchgeführt. In Clancys Roman Der Kardinal im Kreml kommt das Schiff erneut zum Einsatz. 
Die USS Dallas kommt auch in einem Level des Spieles Call of Duty Modern Warfare 2 im Level "The only easy day, was yesterday" vor. Sie sendet ein Kampftaucherteam unter der Führung von Cpt. McTavish aus, um eine von Russland besetzte Bohrinsel einzunehmen. 
In der ersten Episode der vierten Staffel von Stargate – Kommando SG-1 zerstört die USS Dallas ein russisches U-Boot der Foxtrot-Klasse, das von Außerirdischen Replikatoren übernommen wurde.